# Lutra hessica
Lutra hessica — вимерлий вид видр (Lutra). Описаний на основі нижньої щелепи з M1, з Німеччини, нижній валлезій. M1 Lutra hessica має протоконід (передня і зовнішня вершина нижнього моляра, що відповідає протоконусу) і гіпоконід (головний задній зовнішній бугор нижнього моляра), вищий, ніж у живих Lutra capensis, і надзвичайно короткий талонід, на відміну від подовженого талоніда (дистальна частина коронки моляра) M1 Lutra capensis.